# Too Far Gone (The Walking Dead)
Too Far Gone é o oitavo episódio da quarta temporada da série de televisão de terror pós-apocalíptico The Walking Dead. Foi exibido originalmente na AMC, nos Estados Unidos, em 1 de dezembro de 2013. No Brasil, o episódio foi exibido em 3 de dezembro do mesmo ano, no canal Fox Brasil.

## Enredo
O Governador (David Morrissey) convence os demais membros do acampamento a segui-lo para a prisão, uma vez que diz acreditar que o lugar oferecerá segurança aos sobreviventes. Um flashback mostra-lhe capturando Michonne (Danai Gurira) e Hershel (Scott Wilson). Ele explica que capturou duas pessoas da prisão para que eles possam ser usados como moeda de troca e, possivelmente, evitar a morte de alguém. Distorcendo a verdade, ele conta que as pessoas da prisão queimaram seu antigo acampamento e mataram sua filha. O acampamento inteiro concorda em tomar a prisão, mas Tara (Alanna Masterson) é um pouco relutante. Lilly (Audrey Marie Anderson) sai de trás de uma árvore depois de ouvir a conversa toda, e o Governador lhe diz que a maioria das pessoas na prisão são assassinos e ladrões. Ela pergunta se ela está com um assassino, o que o deixa desconfortável. Ele diz a ela que a sua única preocupação é a sua segurança e a de Meghan (Meyrick Murphy) e confessa seu amor por ela. Independentemente disso, a opinião de Lilly sobre "Brian" mudou.
Em seguida, o Governador vai para o seu RV e conversa com Michonne e Hershel, falando sobre como ele quer assumir a prisão para que sua "família" possa viver lá. Michonne declara que ela vai matá-lo, mas Hershel tenta convencê-lo de que o grupo de Rick e o grupo do Governador podem viver juntos. Governador declara que é impossível viver ao lado de Rick, e também acrescenta que ele não tem a intenção de ferir ninguém e que a sua captura é apenas um meio para forçar o grupo de Rick a sair da prisão.
Em um acampamento montado na beira de um rio, Lilly, Meghan e várias outras crianças, idosos e mulheres, são deixados pelo Governador. Ela faz uma última tentativa de evitar que "Brian" possa ferir os outros na prisão. Governador e Meghan se abraçam e dão adeus um ao outro, ao que Meghan fica brincando na lama.
Na prisão, Glenn (Steven Yeun) e os outros doentes estão se recuperando. Glenn e Maggie (Lauren Cohan) compartilham um momento em que Glenn brinca sobre seu aniversário estar chegando. Agora, sabendo o que aconteceu com Carol (Melissa McBride), Daryl (Norman Reedus) está com raiva, mas mantendo-se calmo, dizendo a Rick (Andrew Linconl) que ele poderia ter esperado até ele e seu grupo retornassem antes de tomar uma decisão contra Carol. Rick explica que ela irá sobreviver, pois tem um carro e suprimentos, mas Daryl ainda está chateado, querendo saber o que vai acontecer com Lizzie (Brighton Sharbino) e Mika (Kyla Kennedy). Rick acrescenta que ele não poderia trazê-la de volta por causa de Tyreese (Chad Coleman), mas Daryl acha que pode lidar com ele. Rick e Daryl decidem contar a Tyreese que Carol foi quem matou Karen (Melissa Ponzio) e David.
Em outra parte da prisão, Bob Stookey (Lawrence Gilliard Jr.) comtempla uma caixa no chão, possivelmente contendo bebidas alcoólicas, mas a esconde quando Sasha (Sonequa Martin-Green) se aproxima, agradecendo-lhe por salvá-la. Ele insiste que a gratidão deveria ser dada à Hershel que, de fato, salvou sua vida. Tyreese chama Rick e Daryl nos túmulos de Karen e David, mostrando-lhes o corpo de um esquilo dissecado, em seguida, lembrando-lhes de que os ratos que foram encontrados próximos às cercas. Tyreese acredita que a pessoa que matou Karen e David é a mesma pessoa que alimenta os zumbis com os ratos. Rick discorda, mas antes de revelar a verdade, a prisão é abalada por uma explosão. Após vários deles correrem para fora da prisão, eles encontram o Governador num tanque de guerra, cercado por sua milícia, fora dos muros da prisão.
O Governador exige que Rick fale com ele. Rick tenta recusar, afirmando que há um Conselho na prisão que toma as decisões agora, mas o Governador revela que ele tem Michonne e Hershel como reféns, forçando Rick a descer e conversar. O grupo da prisão prepara-se para a possibilidade de fugir, apesar da falta de suprimentos, já que eles estão em menor número que a milícia. O Governador dá a Rick um ultimato: Deixar a prisão ao por-do-sol ou ele vai matar Michonne e Hershel. Rick responde que eles têm várias pessoas doentes e crianças, mas seus apelos não convecem o Governador. Daryl começa a distribuir armas.
No acampamento nas proximidades do rio, Meghan ainda está brincando na lama. Lilly vê um zumbi tentando atravessar o rio, mas ele falha e é levado pela correnteza. Meghan desenterra um sinal de alerta flash-inundação. No entanto, ela solta a sujeira suficiente para que um zumbi submerso seja capaz de romper e mordê-la no ombro. Lilly agarra Meghan e atira no zumbi.
O Governador dispara vários tiros, dizendo a Rick que o som vai atrair zumbis e que ele deve sair em breve. Mika, Lucas e Molly tentam fugir para o ônibus, levando Judith, mas Lizzie lembra-lhes as lições de Carol e diz que eles devem lutar, assim como os adultos. Ela acha que eles precisarão de ajuda.
Rick diz ao governador que a prisão poderia ser compartilhada entre os dois grupos. O Governador recusa dividir a prisão com o grupo de Rick, mencionando Woodbury e Andrea, deixando Michonne com fúria. Rick afirma que o que deixa a prisão protegida são as cercas, mas que eles vão derrubar as cercas e ninguém será capaz de viver na prisão. Enfurecido, o Governador pula do tanque e prende a katana de Michonne no pescoço de Hershel. Rick pede a Tara (Alanna Masterson) e o resto do grupo que não lutem e diz que eles podem se juntar ao grupo da prisão. Hershel sorri, sabendo que Rick encontrou o que ele perdeu, referindo-se à sua humanidade. No entanto, o Governador murmura "mentiroso" e corta o pescoço de Hershel. Enfurecido, Rick e os habitantes da prisão atacam a milícia do Governador, conseguindo atingir o Governador no braço. Um tiro disparado por Alisha (Juliana Harkavy) atinge Rick na coxa e ele arrasta-se para atrás do ônibus capotado. Aproveitando-se da situação, Michonne se distancia da luta.
Hershel, ainda vivo, tenta arrastar-se para longe, mas o Governador usa a katana e o decapita, matando-o. Beth (Emily Kinney) e Maggie assistem a tudo, horrorizadas. Tara está chocada com este ato brutal, e Alisha tenta convencê-la a lutar. Só então, Lilly aparece segurando Meghan em seus braços, já morta. Ela também testemunha este ato brutal de violência. Governador atira na cabeça de Meghan e ordena que sua milícia mate todos na prisão. O tanque, comandado por Mitch (Kirk Acevedo), destrói as cercas da prisão, o que faz com que os zumbis na parte externa entrem no interior do prédio.
Com o tanque explodindo a estrutura da prisão, os habitantes começam a evacuar desta. Maggie e Beth supervisionam o movimento dos idosos, ao que Maggie volta para a prisão para buscar Glenn. Rick aborda o Governador e os dois passam a lutar corpo a corpo. Maggie e Glenn chegam ao ônibus, mas percebem que Beth foi deixada para trás, depois de ter ido buscar Judith. Maggie deixa Glenn no ônibus, aoi lado de Jeanette (Sherry Richards), dizendo-lhe para sairem com o ônibus, caso ela demore a voltar. O tanque rompe o muro que dava para o pátio. Zumbis cada vez mais adentram na prisão, e um deles ataca Daryl. Rick e O Governador ainda estão lutando. O barulho da batalha está atraindo mais zumbis de fora dos limites da prisão
Daryl usa um zumbi que quase o mordeu como um escudo. Ele joga uma granada próxima ao tanque, obrigando vários membros da milícia a fugirem, incluindo Tara. Maggie encontra Sasha e Bob, que está baleado. O ônibus sai da prisão e deixa Maggie, Sasha e Bob para trás. Tyreese é encurralado por Alisha e outro soldado, mas Lizzie e Mika chegam segurando armas. Alisha fica atônita ao ver crianças segurando armas, e é baleada na cabeça por Lizzie, morrendo. Tyreese orienta Lizzie e Mika a fugir, mas elas fogem na direção oposta e ele vai buscá-las. Os zumbis cada vez mais ocupam a prisão. 
Rick é sufocado pelo Governador, mas Michonne atinge o Governador no peito com sua katana. Ele pergunta sobre Carl, mas ela não sabe onde ele está. Ela se sente tentada a matar o Governador, mas decide deixá-lo morrer de perda de sangue ou devorado pelos zumbis. Daryl consegue destruir o tanque atirando outra granada no cano do canhão, forçando Mitch a sair do tanque. Daryl mata Mitch com uma flecha no peito. Ele socorre Beth, que não encontrou Judith, e os dois fogem da prisão.
Rick chega ao pátio e é atacado por zumbis, mas Carl o salva. Eles procuram por Judith, mas encontram apenas a cadeira de bebê suja de sangue, o que significa que ela provavelmente foi comida por um zumbi no caos. Devastados, os dois saem da prisão. Enquanto isso, o Governador está morrendo no campo, com os zumbis se aproximando cada vez mais, entre eles, Clara zumbificada. Antes que ele perca a consciência, ele vê Lilly, que lhe atira na cabeça.
Carl e Rick fogem a pé da prisão, com Rick proclamando "Não olhe para trás, Carl. Apenas continue andando", com dezenas de zumbis ocupando as ruínas da prisão, destruída.

## Recepção
Roth Cornet, da IGN deu nota 9 ao episódio, elogiando as cenas de morte em movimento e a batalha perto do fim, mas salientando que os dois episódios anteriores (que cobriam o retorno do Governador) não eram a melhor maneira para o escritores levarem até o mid-season finale.